# Kontrola resortowa
Kontrola resortowa – element składowy kontroli wewnątrzadministracyjnej. Wyodrębniła się ona w oparciu o istnienie resortów (działów) w administracji. W szerszym znaczeniu można uważać ją również jako kontrolę w obrębie dziedzin spraw i struktur, jakimi zajmują się poszczególne działy administracji rządowej. 
Typy kontroli resortowej:
- Sprawowana może być przez jednostkę lub jednostki, które są nadrzędne organizacyjnie lub funkcjonalnie – kontrola ta dotyczy spraw, które mieszczą się w granicach tylko danej jednostki organizacyjnej lub jej działania jako będącej kontrolowaną. – Można wyróżnić dwa typy tej kontroli, a mianowicie:

a) powoływane są specjalne jednostki, które to kontrolują jednostki podrzędne organizacyjnie lub funkcjonalnie,
b) powoływane są organy zwierzchnie, którym przyznaje się funkcje kontrolne,
Kontrola resortowa nie jest unormowana jedną ustawą lub jakimś innym aktem prawnym i można powiedzieć, że ma ogólny charakter prawny, a wyznacza to hierarchia organów w administracji, czyli nadrzędność i podrzędność jednych jednostek lub jednostki nad drugimi. Ważną rolę sprawują tutaj stanowiska kierownicze danych resortów w administracji i kierujący działaniami konkretnej jednostki, a w szczególności ministrowie. Podstawy kontroli resortowej na szczeblu ministerialnym określa Rada Ministrów, na mocy której minister posiada szeroki wachlarz uprawnień, m.in.:
- kontrola działalności organów podporządkowanych, urzędów, jednostek organizacyjnych według art. 34 ust. 1 (kreuje jednostki organizacyjne, obsadza kierowników na stanowiskach kierowniczych- wiąże się to z organizacją kontroli działania, efektywności gospodarowania, przestrzeganie prawa przez jednostki organizacyjne),
  - nadzór i kontrola działalności organów i jednostek organizacyjnych, nad którymi sprawuje nadzór zgodnie z art. 34. ust. 2,
  - do nadzoru nad pozostałymi organami centralnymi (urzędami centralnymi) – zakres tych kompetencji reguluje przepisy ustanawiające linię podporządkowania organu centralnego,

- Kontrola sprawowana przez organy danej jednostki organizacyjnej wobec niej samej, czyli kontrola wewnętrzna w urzędach organów administracji publicznej. Jej podstawy prawne są zróżnicowane, a głównym jej zadaniem jest kontrolowanie wewnętrznej działalności danej jednostki. Głównym organem administracji publicznej są urzędy, a więc kontrolowani są kierownicy poszczególnych komórek urzędu, jak również wszyscy pracownicy. Ponadto kontroli można poddać również organizację pracy urzędu.

- Kontrola sprawowana przez jednostki nadrzędne organizacyjnie lub funkcjonalnie, które kontrolują jednostkę lub jednostki odpowiedzialne za powstawanie sytuacji prawnej z jednostkami, które wykraczają poza dany resort – można zatem powiedzieć, że jest to kontrola aktów normatywnych administracji, także kontrola umów administracyjnych i decyzji administracji (inaczej zwana kontrolą instancyjną- sprawowana w stosunku do organów wydających te akty przez organy wyższego stopnia przez odpowiednie procedury np. kodeks postępowania administracyjnego wraz z prawem do uchylania i zmian tych aktów. Inaczej nazywana jest kontrolą w orzecznictwie administracyjnym stosowanym według ściśle określonych reżimów proceduralnych.) Ten typ kontroli odnosi się głównie do administracji rządowej i kontrolą objęte są różne typy umów administracyjnych zawierane pomiędzy podmiotami w ramach danego resortu lub resortów.